# علي دشتي
علي دشتي (بالفارسية: علی دشتی) هو لاعب كرة قدم إيراني في مركز الوسط، ولد في 19 يناير 1994 في بندر كنغان في إيران. لعب مع نادي بيكان.

## وصلات خارجية
- علي دشتي على موقع قاعدة بيانات كرة القدم.إي يو (الإنجليزية)
- علي دشتي على موقع Soccerway.com (الإنجليزية)